# Spyridon Louis
Spyridon Louis (griechisch Σπυρίδων Λούης, Rufname auch Spyros; * 12. Januar 1873 in Maroussi bei Athen; † 26. März 1940 ebenda) war ein griechischer Langstreckenläufer und der erste Sieger des eigens für die Olympischen Spiele 1896 in Athen kreierten Marathonlaufs.

## Olympischer Marathon 1896

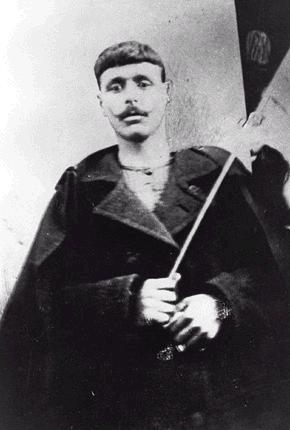
Louis bei den Olympischen Spielen in Athen

Der Sohn eines Bauern war Wasserträger von Beruf. Er wurde von Papadiamantopoulos, seinem kommandierenden Offizier in seiner Militärzeit, aufgefordert, an einem Vorbereitungslauf teilzunehmen, der etwa zwei Wochen vor den Spielen stattfand. Dort wurde Louis in einer Zeit von 3:18:27 h Fünfter (Siegerzeit: 3:11:27 h) und zählte nun zu den dreizehn griechischen Läufern, die bei dem Lauf von Marathon nach Athen die Ehre des Gastgeberlandes hochhalten sollten, das im Verlauf der Spiele noch ohne einen Sieg bei den Leichtathletik-Wettbewerben geblieben war. Gegen sie traten vier ausländische Teilnehmer an, von denen nur der Ungar Gyula Kellner die lange Strecke vorher schon einmal gelaufen war. Drei der vier ausländischen Teilnehmer, erfolgreiche Mittelstreckenläufer, setzten sich nach dem Start schnell an die Spitze, gaben aber bei den Kilometerständen 23, 34 und 37 auf. Louis hatte bei Kilometer 33 den letzten verbliebenen der drei, den Australier Edwin Flack, überholt und sich an die Spitze gesetzt.
Bei diesem Lauf waren bereits vorbereitete eigene Getränke erlaubt, wovon die Griechen auch Gebrauch machten. Im offiziellen Bericht heißt es:

„Als Spyros Louis aus Maroussi bei einem Wirtshaus in Pikermi vorbeikommt, trinkt er ein Glas Wein, erkundigt sich nach den vordersten Läufern und versichert mit Bestimmtheit, daß er sie erreichen und überholen werde.“

Louis’ Enkel bestreitet diese Version, behauptet aber, dass Louis’ zukünftiger Schwiegervater diesem 10 km vor dem Ziel ein Glas Cognac gereicht habe.
Zwischen Kilometer 20 und 30 mussten der Franzose Albin Lermusiaux und der Amerikaner Arthur C. Blake aufgeben, weil sie sich mit dem Tempo übernommen hatten. Nur Flack lag noch bis Kilometer 33 vor Louis, erlitt dann aber ebenfalls einen Schwächeanfall und stieg aus dem Rennen aus. Der Weg war nun frei für Louis, der den Marathon mit acht Minuten Vorsprung vor seinen Landsleuten Charilaos Vasilakos und Spyridon Belokas gewann. Auf der letzten Runde im neuerbauten Olympiastadion von Athen wurde er von Kronprinz Konstantin und Prinz Georg begleitet. Der einzige verbliebene Ausländer, Gyula Kellner, erreichte zunächst als Vierter das Ziel, wurde aber nach Disqualifikation des Dritten, der ein Teilstück per Fuhrwerk zurückgelegt hatte, auf den dritten Platz gesetzt. Spyridon Louis benötigte für die ca. 40 Kilometer lange Strecke 2:58:50 h.

## Nationalheld nach dem Sieg
Louis war nun ein Nationalheld. Wie viele der vorher ausgelobten Geschenke er tatsächlich erhielt, ist unklar. Von seinem Heimatdorf, in das er sich zurückzog, erhielt er ein kleines Stück Land und eine bescheidene Rente. Einen silbernen Becher, den er als Preis erhielt, ließ im April 2012 sein Enkel bei Christie’s in London versteigern; er wurde für 541.250 britische Pfund von der Stavros-Niarchos-Stiftung erworben.
An offiziellen Wettkämpfen nahm er nach seinem Olympiasieg nie wieder teil. 1926 wurde er unter der Beschuldigung, Militärdokumente gefälscht zu haben, inhaftiert, nach über einem Jahr im Gefängnis jedoch freigesprochen. Seinen letzten öffentlichen Auftritt hatte er als Ehrengast bei den Olympischen Spielen 1936 in Berlin. Knapp vier Jahre später starb er 67-jährig an einem Herzinfarkt. Einige der letzten Fotos des Olympioniken finden sich in einem Reisebericht des deutschen Journalisten und Schriftstellers Lutz Koch (1903–1965), der ihn 1940 in seinem Heimatdorf besucht hatte.

## Ehrengast in Berlin

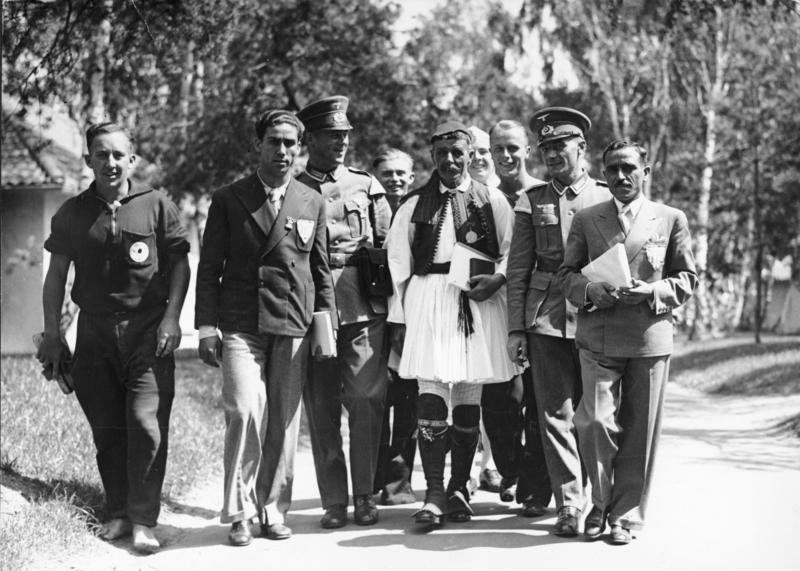
Spiridon Louis (Mitte, in Volkstracht) beim Besuch der Olympischen Spiele 1936 in Berlin (30. Juli 1936)

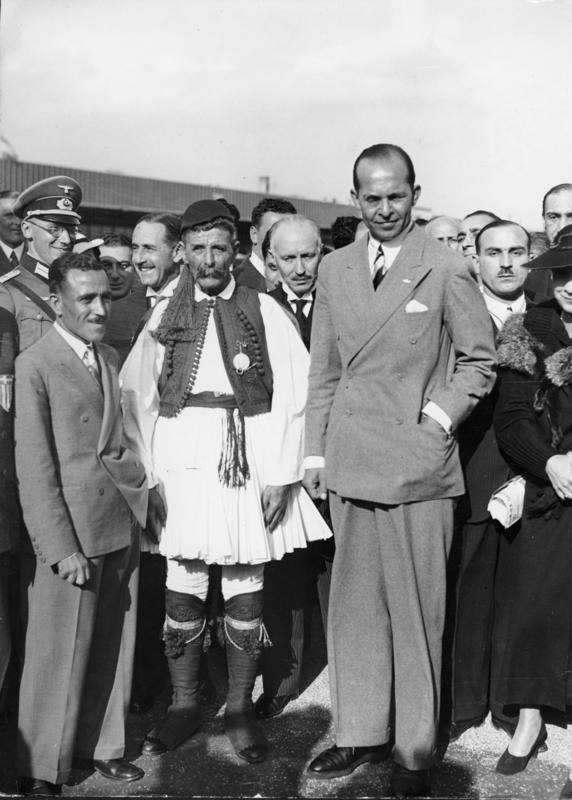
Paul von Griechenland als Kronprinz (rechts) mit Spyridon Louis (Mitte, in griechischer Tracht) bei den Olympischen Spielen in Berlin 1936

Die letzte große öffentliche Ehrung in seiner Sportkarriere erhielt Spyridon Louis in Deutschland bei den Olympischen Spielen 1936 in Berlin. Er war auf Anregung des Bildhauers Arno Breker als Ehrengast der deutschen Regierung in die Reichshauptstadt gekommen. Die griechische Delegation mit dem Kronprinzen und dem Spitzensportler wurde von Adolf Hitler empfangen und geehrt. Breker schuf in der Zeit der Sommerspiele ein Porträt von Spyridon Louis, der über eine Woche lang in griechischer Nationaltracht in das Bildhauer-Atelier des 36-jährigen Künstlers kam, um Modell zu sitzen.

## Sonstige Ehrungen
Posthume Ehrungen wurden seither an vielen Orten vorgenommen. Zahlreiche Sportstätten und Sportvereine in Griechenland und im Rest der Welt sind nach ihm benannt, unter anderen der Olympia-Sportkomplex Athen und der Spiridon-Louis-Ring im Münchener Olympiapark.
Griechenland hat zu seinem 75. Todestag 2015 eine 2-Euro-Gedenkmünze ausgegeben.